# Toninchihuán
Toninchihuán är en ort i Mexiko.   Den ligger i kommunen Motozintla och delstaten Chiapas, i den sydöstra delen av landet, 900 km sydost om huvudstaden Mexico City. Toninchihuán ligger 2 652 meter över havet och antalet invånare är 183.
Terrängen runt Toninchihuán är bergig åt sydost, men åt nordväst är den kuperad. Toninchihuán ligger uppe på en höjd. Runt Toninchihuán är det ganska tätbefolkat, med 214 invånare per kvadratkilometer. Närmaste större samhälle är Motozintla de Mendoza, 11,2 km norr om Toninchihuán. I omgivningarna runt Toninchihuán växer i huvudsak blandskog.